# Dos Naciones
Las Dos Naciones es una localidad del partido de Lobería, al sur de la provincia de Buenos Aires, Argentina.

## Ubicación
Se encuentra 45 km al norte de la ciudad de Lobería y a 36 km al noroeste de la ciudad de Balcarce.

## Toponimia
El paraje lleva el nombre de un antiguo almacén fundado por dos inmigrantes, uno español y el otro italiano, los señores Cano y Lagruta. La unión de las dos 
nacionalidades fundó el nombre “Dos Naciones”. Se trataba de una sucursal de un almacén de Napaleofú. En la actualidad, el almacén pertenece a los descendientes de quienes compraron el almacén a sus viejos fundadores.

## Población
Durante los censos nacionales del INDEC de 2001 y 2010 fue considerada como población rural dispersa.

## Acceso
Las únicas maneras de acceder a Las Dos Naciones es por un camino entoscado de 9 km desde la RP 227, a la altura de "La Alianza" o acceso a San Manuel, o a la altura de "El Bonete"; un camino de 15 Km desde ruta 226 a la altura del kilómetro 98, o desde un camino vecinal de 40 km  proveniente desde Balcarce.